# Nagy József (zenepedagógus)
Szotyori Nagy József, Szotyori-Nagy József (Révkomárom, 1832. január 2. – Budapest, 1909. május 8.), 1848-as honvédfőhadnagy, református tanítóképző-intézeti tanár, kántor, orgonista, zeneszerző.

## Családja és származása
A régi erdélyi nemesi szotyori Nagy családnak a leszármazottja. Apja a tordai születésű szotyori Nagy Mihály (1780–1843), komáromi, majd debreceni kántortanító, orgonista, anyja halászi Sándor Julianna (1790–1873); bátyja szotyori Nagy Károly (1821–1897) református kántor-orgonista és főiskolai zenetanár Debrecenben. Szotyori Nagy József felesége Borsy Emília (1840–1922), Borsy Imre és Kiss Lídia (1818–1880) lánya. Szotyori Nagy József és Borsy Emília frigyéből több gyermek született de csak két fiúgyermek vitte tovább a családot: szotyori Nagy Zoltán (1857–1938), MÁV főfelügyelő, valamint szotyori Nagy Elemér (1859–1913), posta- és táviró számtanácsos.

## Élete
1838-ban a család Debrecenben telepedett le; Nagy József itt végezte gimnáziumi tanulmányait. 1848-ban a debreceni nemzetőr zenekarának tagja lett, azután önkéntes tüzér és az erdélyi téli hadjárat után a honvédtüzérségbe lépett, majd a hadügyminisztériumban alkalmazták, végül a csatatéren működött; mint főhadnagy végezte be honvédi pályáját a világosi fegyverletételkor. Innét haza térve, folytatta a bölcseleti tanfolyamot, de a zavaros időszak alatt egy évig (1850) nevelősködött. 1851 végén mint jogász érettségi vizsgát tett. Iskolai tanulmányai mellett a művészeti tantárgyakat előszeretettel és oly sikerrel tanulta, hogy a szépírás, rajz, ének- és zenében való jártasságáért több ízben kitüntetéseket és pályadíjakat nyert, emellett az osztályában énekkart, később a főiskolai ifjúság körében 9-11 tagú zenekart vezetett, a főiskola imatermében orgonista volt és nyilvános előadásokon főként zongorajátékával szerepelt. 1852 tavaszán a ceglédi református egyházba énekvezérnek választották meg és ugyanezen évben itt daltársulatot szervezett, mely először vette fel a «dalárda» nevezetet. 1855-ben Nagykőrösre ment kántor-orgonistának, ahol egyúttal a református tanítóképzőben mint ének- és zenetanár működött; később a dalárdának is karvezére lett. 1869-ben a vallás- és közoktatási miniszter a népiskolai tantervező bizottság tagjává és ugyanazon év végén a sárospataki állami tanítóképzőhöz az ének és zene rendes tanárává nevezte ki. Mindkét tanítóképzőben koronként egyéb tantárgyakat is tanított.
Álneve: Dalár Jenő.

## Munkái
- Vezérkönyv a hallás utáni énektanításban elemi és népiskolák számára. Buda, 1872. (Pályanyertes mű).
- Gyakorlókönyv az énektanításra. Az elemi I. és II. osztály számára. Buda, 1872. (Pályanyertes mű).
- Énektár a gymnasiumi V-VIII. osztály számára. Sárospatak, 1897. (Gymnasiumi Könyvtár XXIV.).

## Zeneművei
Flórapolka, Ottilia-polka, Népdalok (a Napkelet mellett); Buzavirágok (20 aranynyal jutalmazott pályamű); két népdal zongorára és énekkarra, Pest, 1858., a Mátray Gábor Népdalok gyűjteményében; Honfidal (dicséretet nyert pályamű. Pest. 1858. Mátray gyűjteményében és a Napkelet mellett); Záradékok. Debreczen, 1859.; Visszaemlékezés 1860.; Vigadásközben; Templomi és temetési karénekek 3 szólamra. Bpest, 1876.; Kaczagó galamb. Bpest, 1881.; Tüzoltó induló. Sárospatak, 1882.; Népdalok, Nagy Zoltán népdalátiratai között. Bpest; Ilonkacsárdás. Nagy Zoltán csárdás-tánczok gyűjteményében. Bpest sat.